# Albatros (film, 2021)
Pour les articles homonymes, voir Albatros.
 (août 2021).
Si vous disposez d'ouvrages ou d'articles de référence ou si vous connaissez des sites web de qualité traitant du thème abordé ici, merci de compléter l'article en donnant les références utiles à sa vérifiabilité et en les liant à la section « Notes et références ».
Pour plus de détails, voir Fiche technique et Distribution.
Albatros est un film français dramatique réalisé par Xavier Beauvois et sorti en 2021.
Il est présenté en avant-première à la Berlinale 2021.

## Synopsis

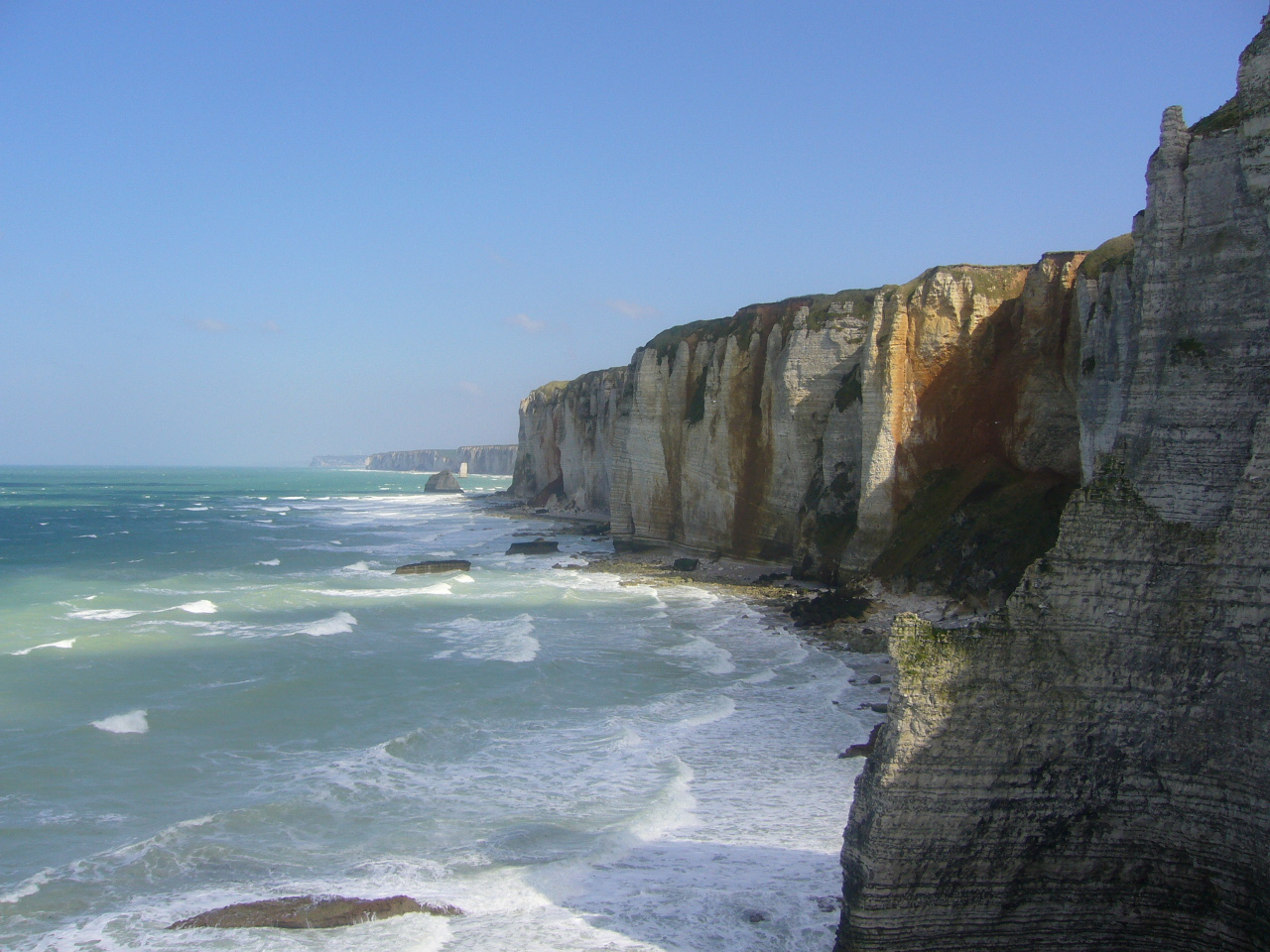
Falaises entre Etretat et Fécamp

En pays de Caux, la vie de Laurent, commandant de la brigade de gendarmerie d'Étretat, qui va se marier, bascule après avoir tué un agriculteur ruiné en voulant l'empêcher de se suicider. Le film est divisé en deux parties distinctes. Il s'ouvre sur la vie quotidienne par delà la carte postale du site d'Étretat en racontant le quotidien de la misère sociale à laquelle sont confrontés les gendarmes, suicide, vols, pédophilie... qui engendre mélancolie et angoisse. Après le drame, Laurent est confronté au sentiment de culpabilité et de dépression, avant peut-être d'entamer une reconstruction en essayant de refaire le voyage vers Terre-Neuve comme ses ancêtres marins fécampois et faire une nouvelle vie, abandonnant sa femme, sa fille et la gendarmerie. Mais, marin peu aguerri, pris dans un coup de vent, il perd en partie le contrôle de son « First 30 » et s’assomme, pendant que de l’eau pénètre par le capot ouvert. Lorsqu’il reprend connaissance, il voit Julien, l’homme qu’il a tué, tenant la barre et s’adressant à lui. Si l’on n’entend pas ce que dit Julien, son attitude est plutôt celle de la compréhension envers Laurent, pas celle de la colère. De surcroît, il tient la barre du navire, aidant ainsi explicitement le skipper défaillant.
Parce qu’il a démissionné de la gendarmerie, sa compagne doit restituer l’appartement de fonction qu’ils occupaient et s’installer dans la maison qu’ils avaient acquise et qu’ils rénovaient.
Le temps et la mer s’étant calmés, Laurent reprend le contrôle du bateau, fait demi-tour, sa compagne reçoit un appel où il lui dit qu’il revient. Il rentre, sur les musiques du Stabat Mater de Pergolèse et du Requiem en ré mineur de Gabriel Fauré, au port où sa fille et sa compagne, qui a revêtu sa robe de future mariée sous son manteau, l’accueillent.

## Fiche technique
Sauf indication contraire, les informations mentionnées dans cette section peuvent être confirmées par la base de données cinématographiques IMDb,  présente dans la section « Liens externes ».
- Titre original : Albatros
- Réalisation : Xavier Beauvois

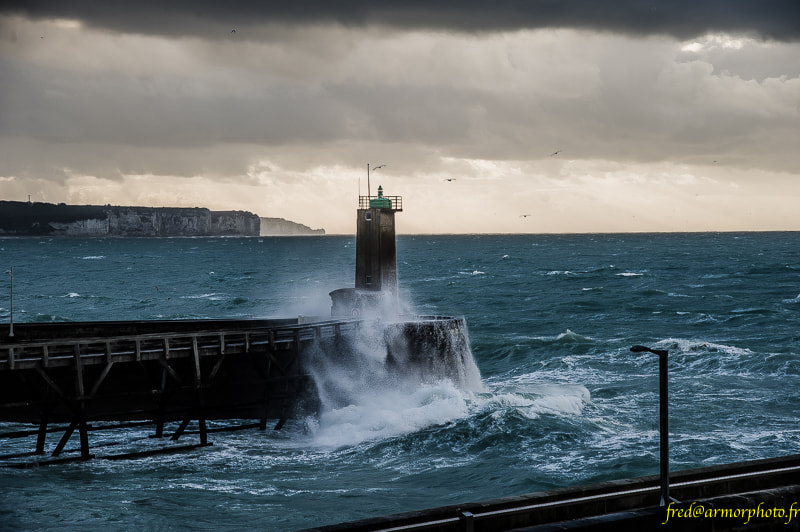
L'entrée du port de Fécamp par grand vent

- Scénario : Xavier Beauvois, Frédérique Moreau et Marie-Julie Maille
- Décors : Yann Megard
- Costumes : Bethsabée Dreyfus
- Photographie : Julien Hirsch
- Montage : Marie-Julie Maille, Julie Duclaux
- Son : Jean-Pierre Duret
- Production : Sylvie Pialat et Benoît Quainon
- Société de production : Les Films du Worso
- SOFICA : Cinécap 3, Cinémage 14, Cinéventure 5, Indéfilms 8, Sofitvciné 7
- Société de distribution : Pathé
- Budget : 6 millions d'euros
- Pays de production :  France
- Langue originale : français
- Genre : drame
- Durée : 115 minutes
- Dates de sortie :
  - Allemagne : 5 mars 2021 (Berlinale 2021)
  - France : 27 juin 2021 (festival international du film de La Rochelle) ; 3 novembre 2021 (sortie nationale)
  - Suisse romande : 10 novembre 2021

## Distribution

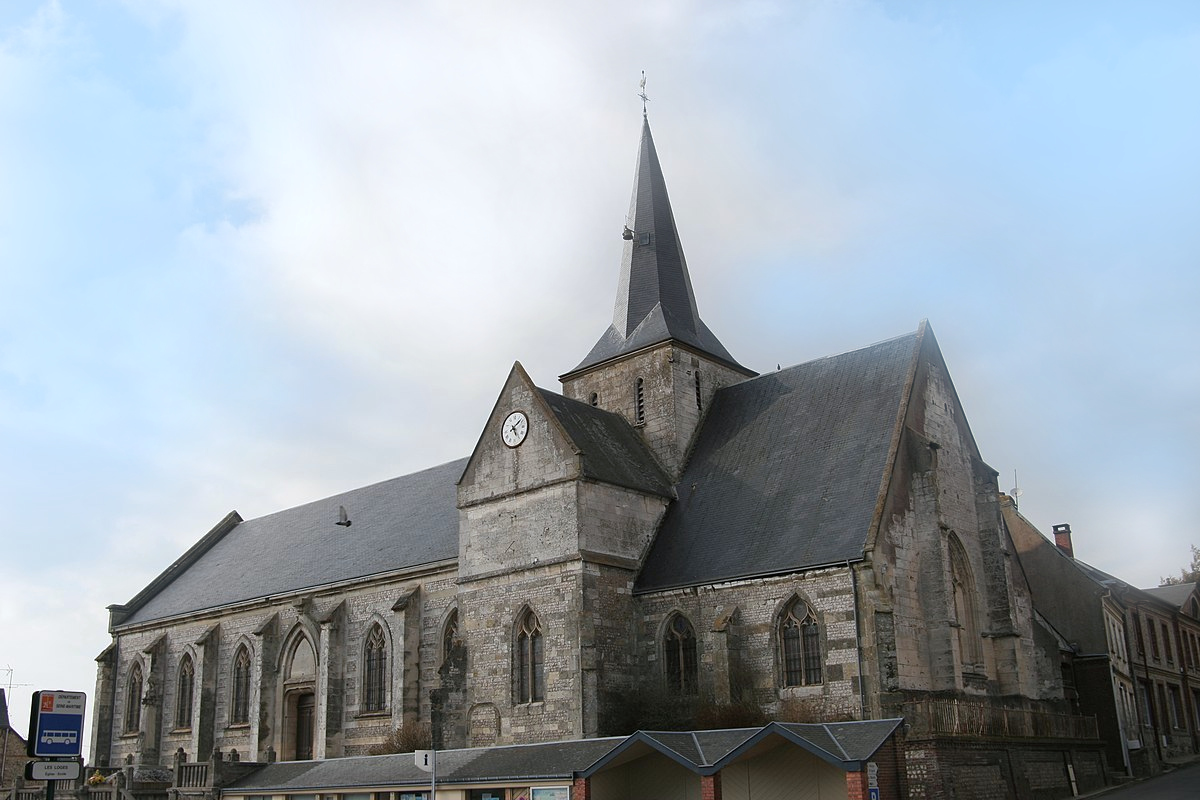
L'église des Loges, village où est tourné une des scènes du film.

- Jérémie Renier : Laurent
- Marie-Julie Maille : Marie
- Victor Belmondo : Quentin
- Iris Bry : Carole
- Geoffroy Sery : Julien
- Olivier Pequery : Pierre
- Madeleine Beauvois : Poulette
- Marc Prin : le commandant Merle
- Xavier Beauvois : l'ivrogne
- Marilyne Canto : la juge

## Production

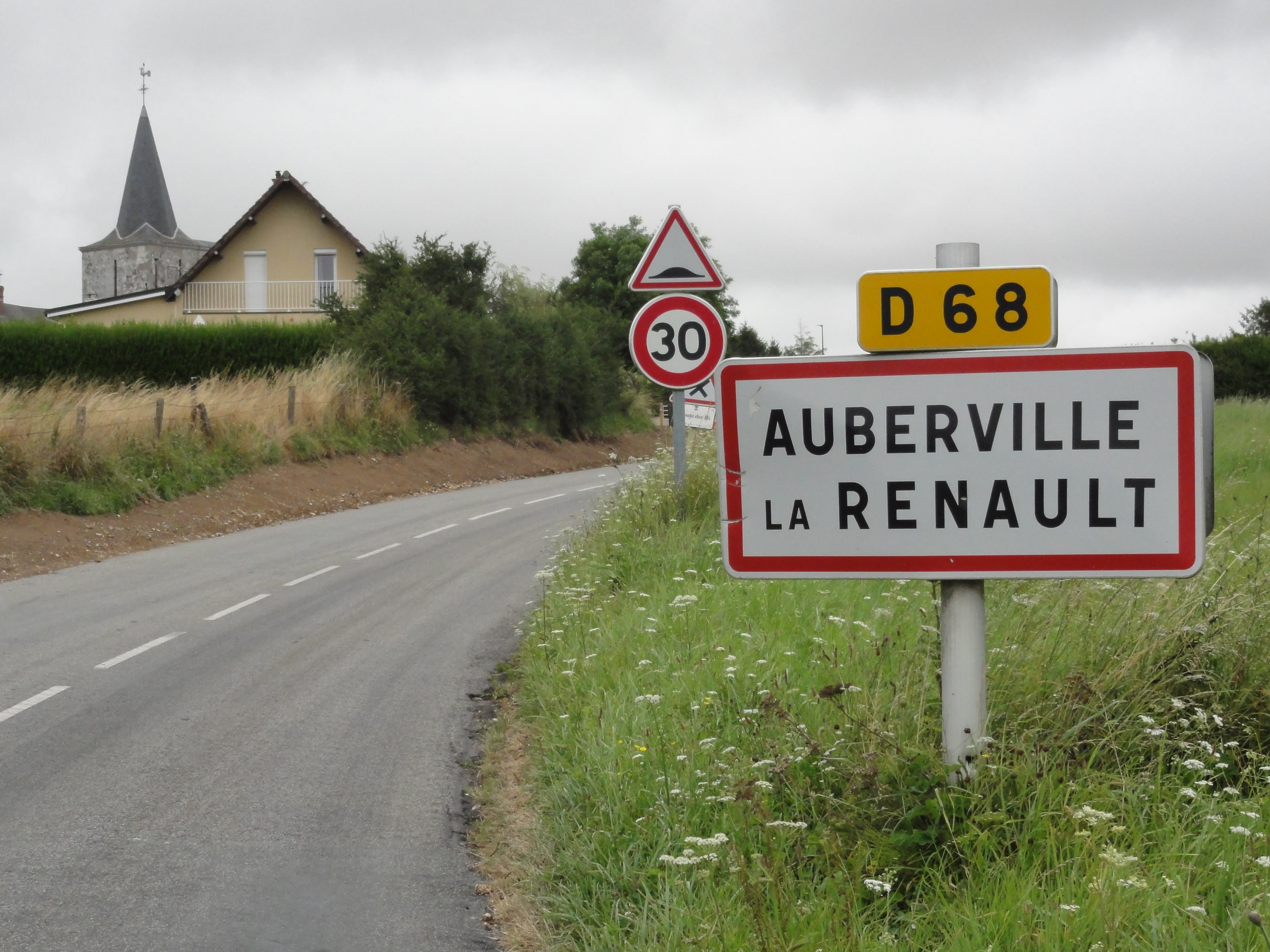
Entrée de Auberville-la-Renault.

Inspiré d'une série de faits divers réels de la région de Fécamp, le réalisateur y a joint un fait divers réel, survenu en Bourgogne et ici transposé. Le film mélange acteurs professionnels, Jérémie Renier, Victor Belmondo, et acteurs non-professionnels qui jouent leurs propres rôles, l'agriculteur Geoffroy Sery , gendarmes, pompiers volontaires, médecins, etc. Il a confié les rôles de la compagne et de la fille de l'adjudant à sa propre compagne et sa propre fille.
Suzanne Lipinska, qui joue la grand-mère de Laurent est la patronne du Moulin d’Andé, une résidence d’artistes où François Truffaut a tourné la fin des Quatre Cents Coups et Jules et Jim, marquant par cet hommage l'attachement de Beauvois à l'esthétique de la nouvelle vague. 
Le film a été tourné en Pays de Caux, au Havre, à Fécamp, à Etretat, aux Loges, à Auberville-la-Renault et à l'île d'Yeu.

## Sortie

### Accueil
En France, le site Allociné recense une moyenne des critiques presse de 3,7/5. La critique loue le jeu d'acteurs mélangeant professionnels et amateurs, le naturalisme et la dimension presque documentaire de la première partie du film, qui raconte la vie quotidienne des gendarmes entre vie privée et professionnelle devant la misère sociale, le suicide, les affaires de pédophilie, de vols, etc. Elle est plus critique par contre avec la seconde partie qualifiée comme plus conventionnelle, ouvrant presque un second film quand vie privée et professionnelle se percutent dans l'intimité du personnage principal et clôt le film d'une manière symbolique et allégorique.
Elle rapproche la mise en scène, à celle de Maurice Pialat dont la femme Sylvie Pialat, est la productrice du film.

### Box-office
| Pays ou région | Box-office     | Date d'arrêt du box-office | Nombre de semaines |
| -------------- | -------------- | -------------------------- | ------------------ |
| France         | 90 275 entrées | 7 décembre 2021            | 5                  |
| Total mondial  |                | -                          | -                  |

## Distinction
- Berlinale 2021 : sélection officielle[9]